# The European Fine Art Fair
The European Fine Art Fair (TEFAF) est un salon d'art et d'antiquités organisé depuis 1988 à Maastricht, au MECC (nl).
Il s'agit de la plus importante foire du monde dans sa catégorie. La 31e édition s'est tenue du 10 au 18 mars 2018 et a ouvert ses rangs à l'art contemporain.

## Histoire et évolution

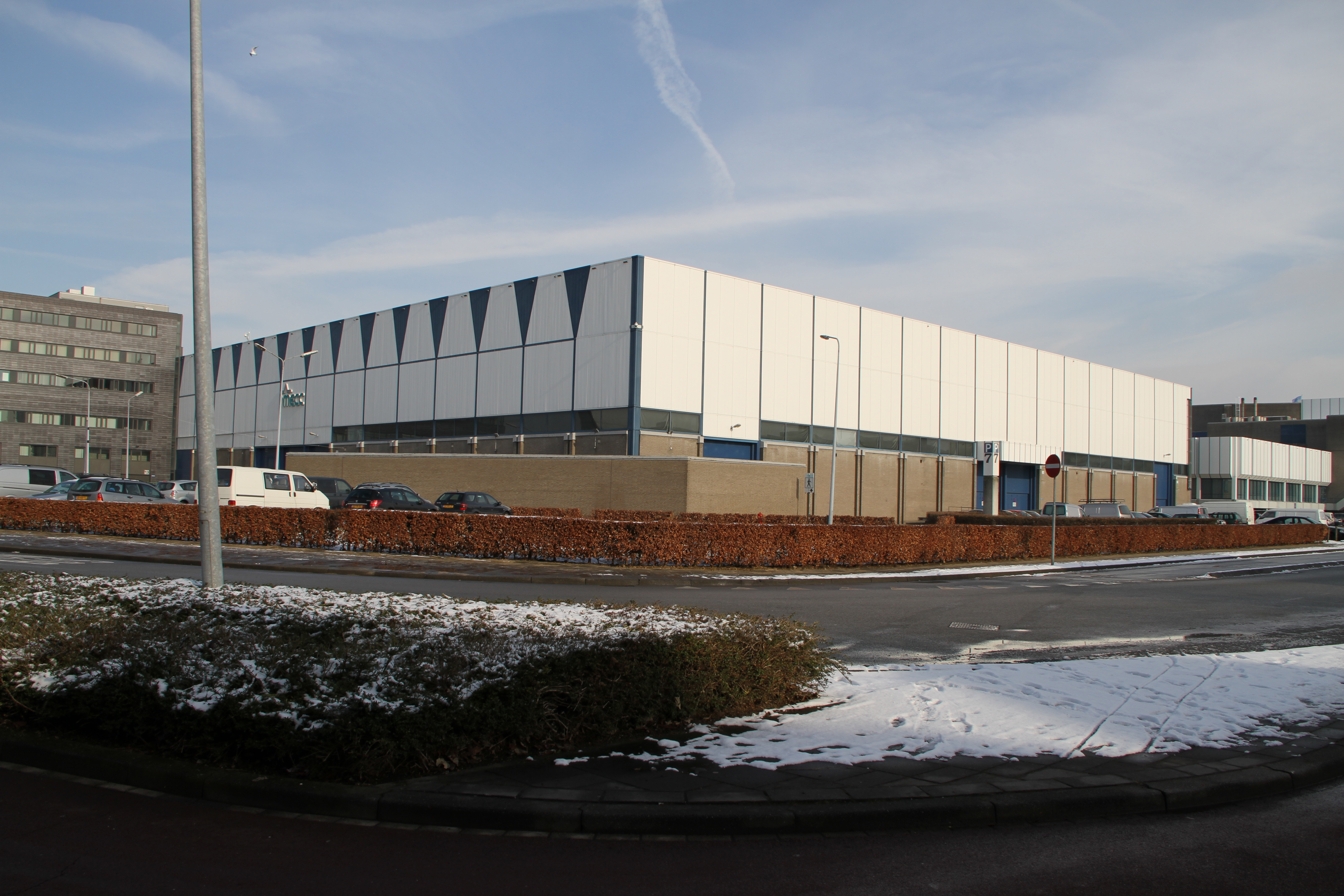
Les bâtiments du MECC qui abritent The European Fine Art Fair.

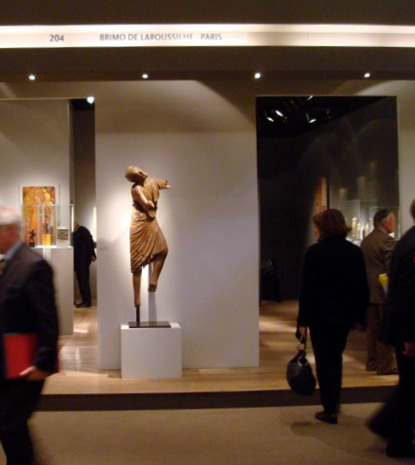
Stand d'un marchand d'art parisien en 2011.

La TEFAF est associée à une image de haut-de-gamme dans le secteur de l’art et de l'antiquité. Sa principale concurrente est la BRAFA, foire plus ancienne mais de dimensions plus réduites, qui se tient à Bruxelles au mois de janvier de chaque année.
En raison de son succès au fil des années, l'ouverture à de nouveaux exposants, et plus particulièrement aux plus jeunes d'entre eux, est très difficile, compte tenu d'une liste d'attente importante. Afin de remédier à cette situation et à la demande de son président, le comité exécutif de la foire a créé depuis 2008 le TEFAF Showcase, un lieu d'exposition spécial situé dans le hall ouest du MECC et réservé aux jeunes marchands d'art (entre 5 et 10), sélectionnés parmi moins d'une centaine de candidats retenus.
L'édition 2008, la 21e, hébergeait 227 marchands d'art, dont six nouveaux, venus de 15 pays. Les œuvres et antiquités exposées avaient une valeur estimée à plus d'un milliard d'euros et retraçaient 5 000 ans d'histoire de l'art. En 2014, la foire accueillait 280 marchands de 20 pays différents et présentaient 30 000 objets d’art pour une fréquentation proche de 70 000 visiteurs. En 2017, le nombre de visiteurs tombait à 71 000, en baisse de 5,6 %. En effet, depuis 2016, elle a lancé une foire de même nature aux États-Unis, TEFAF New York, qui se tient en automne. L'édition 2018 accueille 273 marchands d'art.
On a pu[style à revoir] y voir des peintures de grands maîtres anciens comme Rembrandt, Holbein, Cranach, modernes comme Van Gogh, Renoir, Sisley, Monet, ou Picasso mais aussi des artistes contemporains comme Andy Warhol, Damien Hirst, Pierre Soulages ou Jeff Koons.

## Une segmentation précise
À la TEFAF sont représentées quasi exhaustivement toutes les spécialités, organisées par sections ou départements :
- TEFAF Pictura : peintures, dessins, estampes
- TEFAF Ancient Art : archéologie
- TEFAF Antiques : objets d'art ancien
- TEFAF Design : mobilier, bijoux
- TEFAF Paper : livres rares, manuscrits enluminés
- TEFAF Modern : art moderne et art contemporain
- TEFAF Tribal : arts premiers

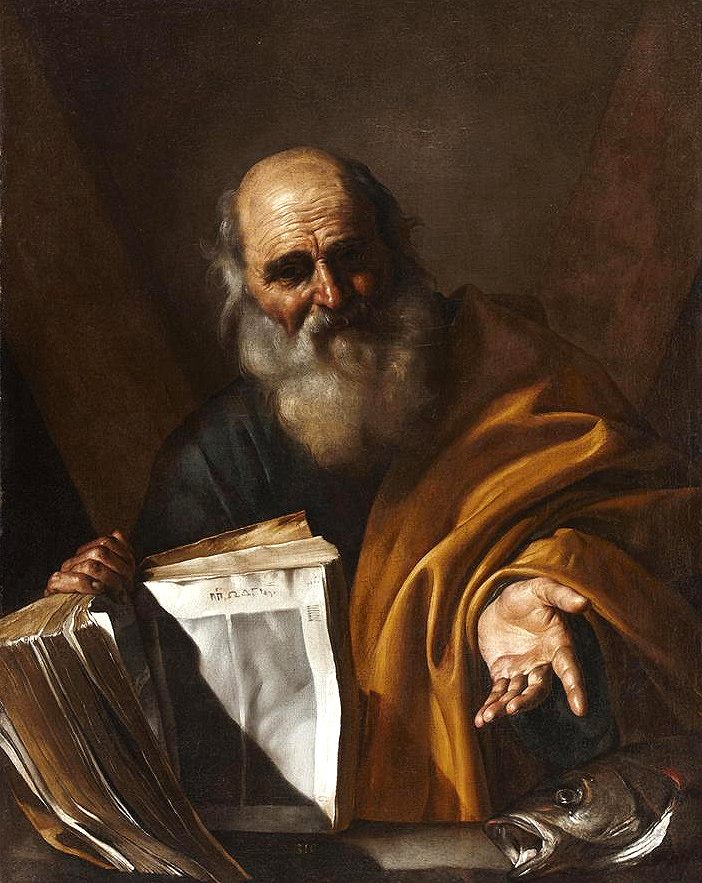
Peinture de José de Ribera, TEFAF 2010
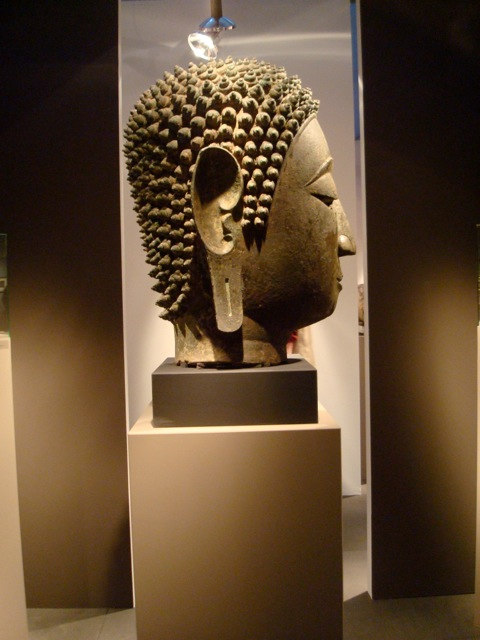
Tête de Bouddha antique, TEFAF 2011
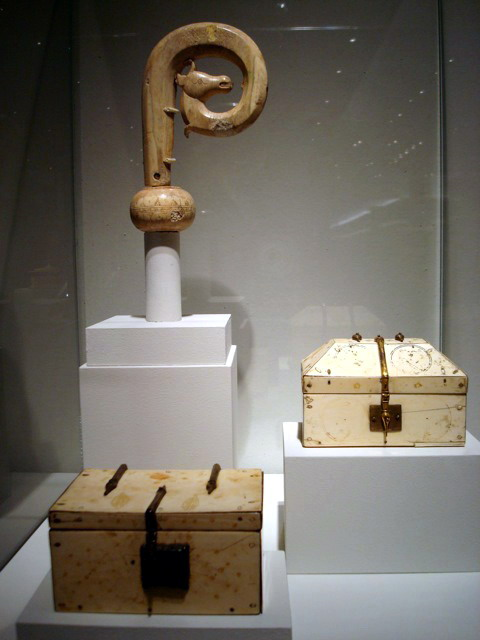
Reliquaires d'ivoire d'époque médiévale, TEFAF 2011
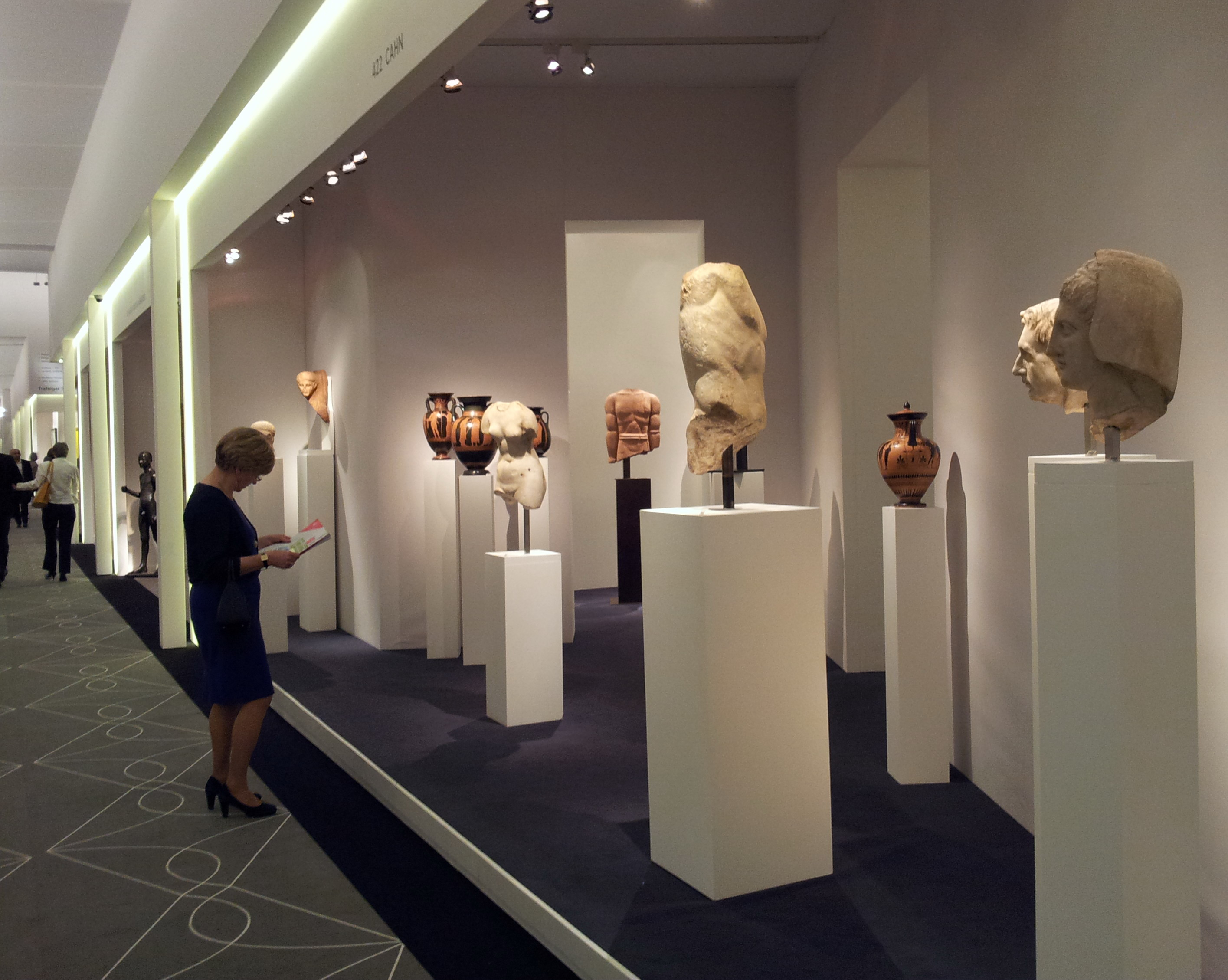
Sculptures datant de l'antiquité, TEFAF 2014
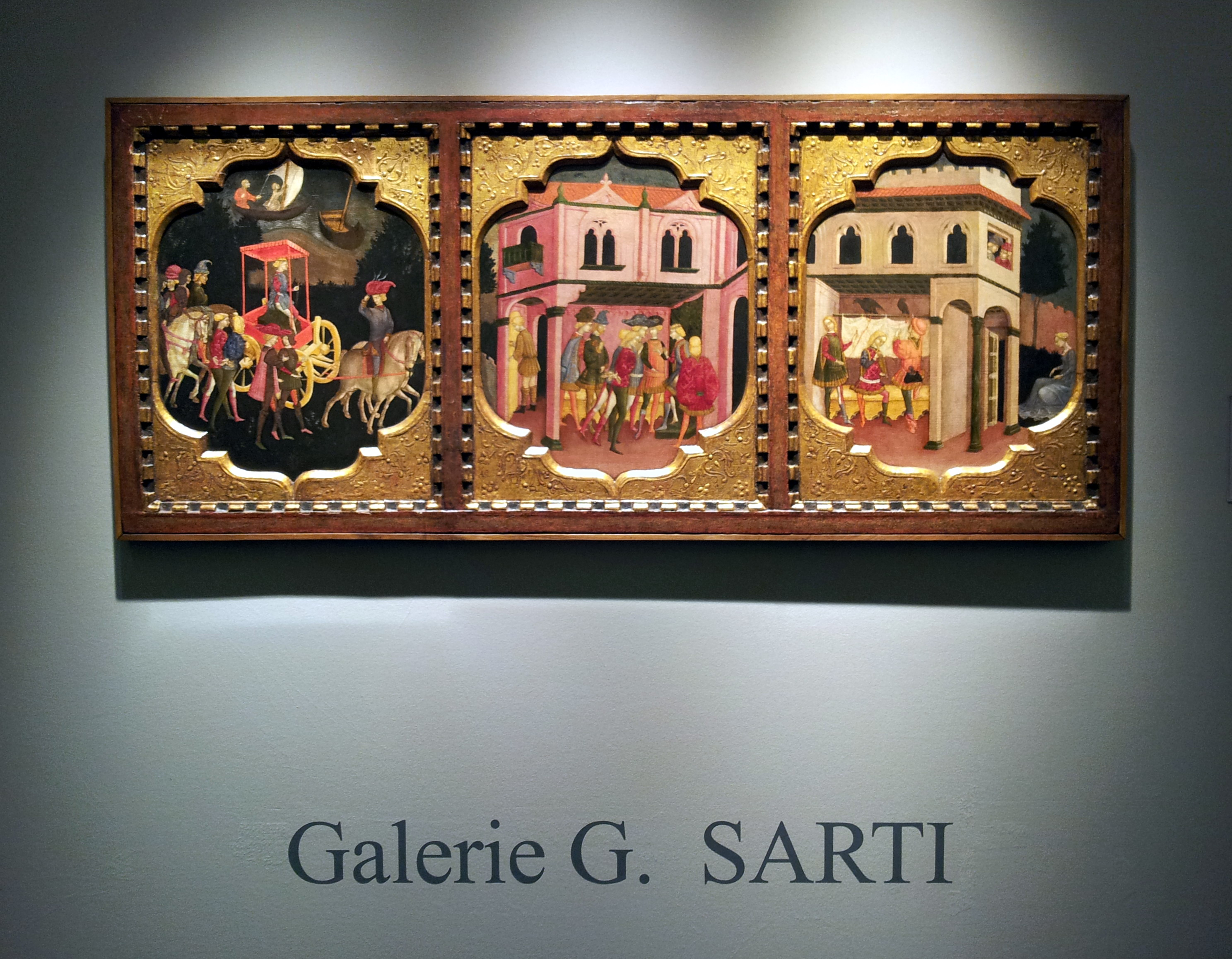
Peintures de primitifs italiens, TEFAF 2014

## Le "vetting"
Comme la plupart des grandes foires d'antiquités et d'art ancien, la TEFAF a mis sur pied un comité d'experts (conservateurs, historiens de l'art, restaurateurs, chercheurs, experts indépendants, marchands) qui inspecte, deux jours avant l'inauguration, l'ensemble des marchandises, afin de déterminer l'objet qui n'a pas sa place ou rectifier les erreurs portées sur les cartels de présentation. Cette procédure d'examen et d'inventaire, appelée vetting, est également utile pour préciser la provenance de certains objets. Si un marchand cumule les fautes ou les oublis, il peut se voir interdire d'exposition l'année suivante.